# Campanula songutica
Campanula songutica är en klockväxtart som beskrevs av Amirkh. och Komzha. Campanula songutica ingår i släktet blåklockor, och familjen klockväxter. Inga underarter finns listade i Catalogue of Life.